# Biloco
Biloco (Biloko) ist eine osttimoresische Siedlung im Suco Acubilitoho (Verwaltungsamt Lequidoe, Gemeinde Aileu).

## Geographie und Einrichtungen
Das Dorf Biloco liegt im Süden der Aldeia Biiloco, in einer Meereshöhe von 858 m. Das Dorf liegt in einer Schleife des Manufonihun, der später Manufonibun heißt. Der Fluss gehört zum System des Nördlichen Laclós. Nördlich benachbart ist der Weiler Builoko (Bui-loko). Am gegenüberliegenden Ufer befindet sich südlich im Suco Betulau das Dorf Sarabere. Die beiden Nachbarortschaften sind mit Bilaco durch eine kleine Straße verbunden.
In Biloco befinden sich eine Kapelle und eine Grundschule.